# José Luis Varela Iglesias
José Luis Varela Iglesias (Orense, 10 de junio de 1924) es un catedrático universitario y escritor español. Miembro correspondiente de la Real Academia Gallega desde 1947 y de la Real Academia Española desde 1972, es autor de diversos ensayos y obras especializadas en el ámbito de la Filología hispánica. Reconocido especialista en la literatura del Romanticismo y de Mariano José de Larra, así como en literatura gallega. Premio Nacional de Literatura (1970). 

## Reseña biográfica
Estudió el bachillerato en Orense. En su ciudad natal fundó y dirigió la revista literaria Posío (1945-1946) con colaboraciones de Vicente Risco, José María Castroviejo, Eugenio de Nora, Manuel Antonio, José María Valverde, Joaquín de Entrambasaguas, Gerardo Diego, Álvaro Cunqueiro, José Ángel Valente, entre otros.
Estudió comunes de Filosofía y Letras en la Universidad de Santiago de Compostela (1942-44), donde fue discípulo de Vicente Risco. En 1946 terminó en Madrid la licenciatura con especialidad en Románicas, siendo discípulo directo de Dámaso Alonso, con quien establecería amistad en adelante. Realizó su doctorado en Filología románica en la Universidad Complutense de Madrid (23.XI.1947), con una tesis dedicada a la figura de Gregorio Romero Larrañaga, cuyo tribunal evaluador estuvo compuesto por Francisco Maldonado de Guevara, Dámaso Alonso, Joaquín de Entrambasaguas, Rafael Lapesa y Josefina Romo Arregui. La tesis obtuvo el Premio Extraordinario de Doctorado y fue publicada por el CSIC, en 1948, con el título: Vida y obra literaria de Gregorio Romero Larrañaga.
En 1947 ingresa  en la Real Academia Gallega, en cuyo contexto conoce a Camilo José Cela, con quien colabora para los Papeles de Sons Armadans.
Se incorpora a la Universidad de Madrid como profesor ayudante en 1948. Obtuvo en 1951 plaza por oposición en la Residencia del CSIC, antigua Residencia de Estudiantes, en la que convive con Rafael Calvo Serer, José María Albareda, José Luis Pinillos, Nicolás Ramiro Rico, etc.  
Entre 1953 y 1956 es profesor (lector) en la Universidad de Colonia, donde realizó una segunda tesis doctoral, con el título: “Studien zur Entstehung des galizischen Regionalismus” (1956). El tribunal estuvo compuesto por Wilhelm Emrich, Joseph Maria Piel y Fritz Schalk, obteniendo Summa cum laude. Durante este periodo en Alemania conoce a Martin Heidegger, a quien visita junto con Domingo Carvallo en su casa de Friburgo de Brisgovia. En Colonia conoce igualmente al premio Nobel Heinrich Böll, a quien da a conocer una novela de Miguel de Unamuno cuyo argumento después reelaboró el autor para su novela El pan de los años mozos.
Entre 1956 y 1958 fue profesor y secretario general del Instituto de España en Múnich. Durante dicha estancia conoce a Romano Guardini y asiste a varias de sus intervenciones.
Desde 1958 a 1961 ejerció como profesor de Literatura alemana en la Universidad Complutense. En 1961 ganó la cátedra de Literatura española en Universidad de La Laguna (1961-1965), en cuya Facultad de Filología y Letras ejerció como vicedecano (1961) y decano de Filosofía (1964-1965). A su vez, fue secretario general de la Universidad Internacional de Las Palmas de Gran Canarias, 1961-1967.
Entre 1963 y 1964 realizó una estancia como visiting professor en la Universidad de California, en Santa Bárbara.
En 1965 obtuvo la cátedra de Literatura española en la Universidad de Valladolid, donde fue vicedecano de la Facultad de Filosofía y Letras (1973-1975). En Valladolid fue asimismo director de la Casa Museo José Zorrilla (1970-1975) y director de los Cursos para Extranjeros de la Universidad de Valladolid (1967- 75), en los que invitó a figuras como Gerardo Diego, Camilo José Cela, Emilio García Gómez o Jesús Pabón. En Valladolid participaba igualmente en la tertulia en el hotel Felipe IV con Miguel Delibes, con quien mantuvo una estrecha amistad, tertulia a la que también asistían Emilio Alarcos García, Hipólito Durán o Sisinio de Castro, entre otros.
Visitó el Centro Gallego de Buenos Aires como invitado de honor en las jornadas de julio de 1968.
En 1970 se le concede el Premio Nacional de Literatura “Miguel de Unamuno” para ensayo por su obra La transfiguración literaria. Con tal motivo, se le rinde un homenaje en el Hotel Mindanao, con asistencia, entre otros, de Juan Rof Carballo, Valentín García Yebra, Alonso Zamora Vicente; así como cartas de adhesión de Eugenio Montes y de Manuel Fraga, ambos fuera de España.
Fue nombrado miembro correspondiente de la Real Academia Española (1972), con carácter previo ya había sido nombrado miembro correspondiente de la Real Academia de la Historia (1967) y de la Real Academia Gallega (1947). En 1983 fue propuesto como académico numerario de la Real Academia Española por Vicente Aleixandre, Miguel Delibes y Manuel Alvar.
En 1975 obtuvo la Cátedra de Literatura española en la Facultad de Filología de la Universidad Complutense. En dicha Universidad, fue nombrado decano de la Facultad de Ciencias de la Información (1976-77) y vicerrector (1985-88).
Entre 1977 y 1982 fue designado presidente del Comité de Prensa, Radio y Televisión, nombrado por la Junta Electoral Central, para todas las elecciones generales, regionales y locales, así como para los referendos autonómicos de España. Con motivo de tal servicio público, el rey Juan Carlos I le concedió en 1982 la Gran Cruz de la Orden del Mérito Civil, por Real Decreto de 5.I.1982.
Desde 1989 es nombrado catedrático emérito en la Universidad Complutense de Madrid y la Universidad de Texas en Austin le nombra Professor Peter T. Flawn en 1990. Permanecerá en Austin doce años. En dicha estancia entabló amistad con Juan López-Morillas, Ida Vitale, o Enrique Fierro. 
En 1997 se le concedió el doctorado honoris causa de la Universidad Nacional del Sur (Buenos Aires, 1997).
Director de unas treinta tesis doctorales, entre ellas las de los futuros catedráticos César Hernández Alonso, Irene Vallejo. Varias de ellas fueron dirigidas en la Universidad de Texas en Austin.
Fue amigo personal de Camilo José Cela, Miguel Delibes, Luis Rosales, Dámaso Alonso, Álvaro Cunqueiro, José Mª Castroviejo, Manuel Alvar, José Luis Vázquez Dodero, Emilio García Gómez o Julián Marías, entre otros, de quienes conserva una nutrida correspondencia personal.   
Colaborador habitual en prensa  desde principios de los años cuarenta, inicialmente en La Región (Orense) y posteriormente en ABC –donde escribe cerca de una veintena de terceras –, Ya, La Voz de Galicia, etc. Escribió colaboraciones en revistas literarias, desde su artículo premiado sobre R. Tagore para el semanario Tajo (14 de febrero de 1942, p. 11), así como en Arbor (1944), Cuadernos de Estudios Gallegos (1952), etc.
Ha impartido cursos y conferencias en universidades e instituciones culturales de Alemania, Austria, Suiza, Italia, Checoslovaquia, Bélgica, Reino Unido, Países Bajos, Estados Unidos, Ecuador, Perú, Paraguay y Argentina.

## Cargos profesionales y académicos
- Gastprofessor de las universidades de Colonia, Innsbruck y Salzburgo y profesor visitante en las Universidades norteamericanas de California, Virginia y Texas, así como en la Universidad Nacional del Sur, Bahía Blanca, Argentina.
- Vicerrector de la Universidad Complutense de Madrid (1985-88)
- Decano de la Facultad de Ciencias de la Información (1976-77) de la Universidad Complutense de Madrid.
- Catedrático de Literatura Española en la Facultad de Filología de la Universidad Complutense de Madrid (1975-).
- Presidente del Comité de Prensa, Radio y Televisión, designado por la Junta Electoral Central (1977-1982).
- Director de los Cursos para Extranjeros de la Universidad de Valladolid (1967- 75)
- Catedrático de la Universidad de Valladolid (1965-75)
- Vicedecano de la Facultad de Filosofía y Letras de la Universidad de Valladolid (1973-1975)
- Invitado de Honor del Centro Gallego de Buenos Aires (julio de 1968)
- Miembro del Consejo de Redacción de Arbor y autor de su “crónica cultural de España” (1958-61), de la  Revista de Filología Española (desde 1975) y Cuadernos del Sur (Univ. Bahía Blanca, Argentina, 1988 –2001), Hispanic Review (desde 1975)
- Decano de la Facultad de Filosofía y Letras de la Universidad de La Laguna (1964-65)
- Secretario general de la Universidad Internacional de Canarias, Las Palmas (1963-66)
- Profesor visitante de la Universidad de California, Santa Bárbara (1963-64)
- Vicedecano de la Facultad de Filología y Letras de la Universidad de La Laguna (1961)
- Catedrático de la Universidad de La Laguna (1961-65)
- Secretario general y profesor del Instituto de España de Múnich (1956-58)
- Profesor adjunto de la Universidad Complutense, Madrid (1957-61)
- Lector de Español en la Universidad de Colonia, Alemania (1953-56)
- Vicesecretario del Instituto Cervantes del C.S.I.C., Madrid (1951)
- Profesor ayudante, Universidad de Madrid (1948-53)

## Obras

### Libros
- Vida y obra literaria de Gregorio Romero Larrañaga (1814-72) Madrid, C.S.I.C., (1948), 375 pp.
- Ensayos de poesía indígena en Cuba. Madrid, Ed. Cultura Hispánica (1951), 120 pp.
- Vossler y la Ciencia literaria. Madrid, Editora Nacional (1955).
- Poesía y Restauración cultural de Galicia en el siglo XIX. Madrid, Gredos (l958), 309 pp.
- La palabra y la llama [ensayos de crítica histórico-literaria]. Madrid, Prensa Española (1967), 362 pp.
- El costumbrismo romántico. Madrid, Emesa (1970), 170 pp.
- Cervantes. Madrid-Verona, Prensa Española-Mondadori (1970)
- La transfiguración literaria. Madrid, Prensa Española (1970), 300 pp. Reseña de Gonzalo Sobejano en Hispanic Review, 42:4 (1974), pp. 437-439.
- La trasfigurazione letteraria. Roma, Volpe Editore (1974). Trad. P. Caucci.
- Larra y España. Madrid, Espasa Calpe (1983), 342 pp.
- Pueblo y Corona. Larra, Espronceda y la novela histórica del Romanticismo. Ed. colab. G. Guenter. Madrid, Ed. Universidad Complutense (1986)
- La Literatura española de la Ilustración (Homenaje a Carlos III), Ed. Madrid, E.U.Complutense, 1989)
- Tradición e innovación en Cunqueiro. Santiago, Junta de Galicia, 1992; trad. gall. por Antón López Dobao, Tradición e innovación en Cunqueiro, Santiago de Compostela: Fundación Alfredo Brañas, 1996, 63 pp.

### Ediciones, traducciones y prólogos
- Nicolás Guillén [Selección, prólogo y glosario]. Madrid, Edinter (1952).
- Karl Vossler: Romania y Germania. [Trad. del alemán y estudio preliminar]. Madrid, Rialp (1956), 221 pp.
- Literatura de España, t. III: Neoclasicismo y Romanticismo (coed. con F. Ynduráin). Madrid, Editora Nacional (1973).
- José Zorrilla: Don Juan Tenorio. Edic. facsímil. Madrid, Real Academia Española (1974). [Prólogo de-]
- José Zorrilla: Don Juan Tenorio. Ed., prólogo y notas de-. Madrid, Espasa Calpe, “Clásicos Castellanos” (1975)
- M. J. de Larra: El Doncel de Don Enrique el Doliente. Ed., prólogo y notas de-. Madrid, Ed. Cátedra (1978) [5a.ed.2002]
- M. J. de Larra: Las palabras. Artículos y ensayos. Selección e introducción de-. Madrid, Espasa Calpe, “Selecciones Austral” (1982)
- A Literatura do exilio galego en América, edición, presentación, introducción (pp. 13-28), y capítulo (pp. 109-127), Santiago de Compostela, Fundación Alfredo Brañas, 1995.

### Artículos y capítulos de libros
- “La prosa rítmica de Valle Inclán”, Cuadernos de Literatura Contemporánea (1946), pp.484-505.
- “Con la soledad y en las ‘Soledades’ de Góngora”, Cuadernos de Literatura, 1 (1947), pp. 41-51. (Trabajo premiado por las Academias Universitarias de Filosofía y Letras, 1946).
- “Leyendo a Walter Pater”, íbid., 4 (1947), pp. 137-141.
- “De la Psique romántica”, íbid, 2 (1947), pp. 231-239.
- “Generación romántica española”, íbid, 6 (1947), pp. 423-440.
- “G. Romero Larrañaga”. Nota y selección. Acanto, 9 (1947), pp. 10-14.
- “Semblanza isabelina de Enrique Gil”, Cuadernos de Literatura, 16-18 (1949), pp. 105-146.
- ”El celtismo de Pondal”, Boletín de la Universidad de Santiago, 53-54 (1950), pp. 5-22.
- “Rosalía y la Saudade”, Cuadernos de Literatura, 19-21 (1950), pp. 145-168.
- “Literatura y Regionalismo en Galicia”, Arbor, 75 (1952), pp. 17-36.
- “Der spanischer Mensch und seine Literatur des Goldenen Zeitalters”, Saeculum, III (1952), pp.411-425.
- “Curros o el Progreso”, Grial, 2(1953), pp.24-44.
- “Galicia. Carta a Vicente Risco”, Arbor, (1953), pp.439-445.
- “Un capítulo del ossianismo español”, Estudios dedicados a Menéndez Pidal, VI (1956), pp.557-591.
- “Sobre la Saudade”, Arbor, 101(1954), pp.83-90.
- “Cartas a Murguía”, Cuadernos de Estudios Gallegos, 25 (1953), pp.259-74
- “Cartas a Murguía”, íbid., 27 (1954), pp.1-17.
- “Cartas a Murguía”, íbid., 28 (1954), pp.293-307.
- “Albert Camus, Premio Nobel”, Arbor, (1957), pp.417-422.
- “Fortuna de Menéndez Pelayo en el hispanismo alemán”, Cuadernos Hispanoamericanos, 93 (1957), 8 pp.
- “Burckhardt y Europa”, Arbor, marzo 1958, pp. 403-407.
- “Rheinhold Schneider y España”, íbid. 153-154(1958), pp.78-93.
- “La actualidad de D’Ors”, íbid., junio de 1959, pp.252-256.
- "Zabaleta, primitivo adrede", Arbor; Madrid Tomo 44, N.º 163, (julio de 1959): 437 y ss.
- “Ante la poesía de Dámaso Alonso”, Cuadernos Hispanoamericanos (abril de 1960), pp.37-50.
- “Sobre el estilo de Larra”, íbid., (diciembre de 1960), pp.30-52. Reproducido por R. Benítez, ed. “M. J. de Larra”, (Madrid, Taurus, 1979), pp. 277-95.
- “Larra y nuestro tiempo”, Cuadernos Hispanoamericanos, (dic. 1960), pp.349- 81.
- “Larra y nuestro tiempo”(II). íbid., (enero 1961), pp.33-50.
- “Rainer Maria Rilke”, Forjadores del mundo moderno, Barcelona, Planeta, IV (1961), pp.459-467.
- “Franz Kafka”, íbid., pp. 401-417.
- “La nueva Universidad Internacional de Canarias”, Arbor (noviembre de 1962), pp. 95-104.
- “Prólogo” a Alfonso Alcaraz: Mi vida está callada. Poemas. (Orense: La Región, 1962). pp. 7-12.
- “Introducción del costumbrismo romántico”, Atlántida (julio-agosto de 1963), pp. 427-436.
- “Vicente Risco (1884-1963): in memoriam”, Arbor (junio de 1963), pp. 127-137.
- “Larra ante el Poder”, Insula (enero 1964), pp.1 y 7.
- “La Literatura gallega”, Enciclopedia de la Cultura Española, Madrid, Editora Nacional, IV (1963), pp. 332-336.
- “Galicia”, íbid., pp. 321-324.
- “Valle Inclán”, íbid., V (1963), pp.568-570. 18 cuadernos para investigación de la literatura hispánica
- “La Literatura mixta como antecedente del ensayo feijoniano”. El P. Feijoo y su siglo, Oviedo (1966), I, pp.79-89.
- “Rivas, costumbrista”, Cuadernos de Arte y literatura, Univ. Granada, 2 (1966), pp.121-131.
- “Feijoo y la Ciencia”, Homenaje al Profesor Alarcos García, Univ. Valladolid, II (1966), pp.495-530.
- “El mundo de lo grotesco en Valle Inclán”, Cuadernos de Estudios Gallegos, XXII (1967), pp.36-66.
- “Rosalía y sus límites”, Revista de Literatura, XXX (1966), pp. 63-73.
- “Revisión de la novela sentimental”, Revista de Filología Española, XLVIII (1965), pp. 351-382.
- “Risco y el Diablo”, Papeles de Son Armadans, CXLVII (1968), pp.291-308.
- “Sobre el realismo cervantino en Rinconete”, Atlántida, VI (1968), pp.434-450.
- “Necrología: F. J. Sánchez Cantón (1891-1971)”, Revista de Filología Española, LV (1972), pp.319-322.
- “Éxtasis de la memoria: sobre el mundo mítico de Risco”, Cuadernos de Estudios Gallegos, XXIV (1969), pp.331-347.
- “Machado ante España”, Homenaje a Machado, Univ. Salamanca (1975), pp.273-297.
- “Machado ante España”, Hispanic Review, (Spring 1977), pp.117-147.
- “Machado y la nueva epifanía”, Cuadernos Hispanoamericanos, 304-307(1975-76), 10 pp.
- “Juan del Encina, juez”, Spanische Literatur in Goldenen Zeitalter, Colonia (1973), pp.519-523.
- “Mundo onírico y transfiguración en la prosa de Bécquer”, Revista de Filología Española, LII (1969) [1971], pp.305-335.
- “Artificio y ejemplaridad en el Siglo de Oro”. Homenaje a A. Marasso, Bahía Blanca (1972), pp.104-116.
- “Prólogo” a Cuentos Premiados. X Certamen Internacional 1971. (Valladolid: Diario Regional y Caja A. y M.P. de Salamanca, 1972). pp. 11-15.
- “Prefacio”, Literatura de España, Madrid, Ed. Nacional, III (1973), pp.9-16.
- “Feijoo”. Literatura de España, III, pp.17-26.
- “Larra”, íbid., pp.241-249.
- “Dolores Armijo, 1837. (Documentos en torno al suicidio de Larra)”, Studia Hispanica in honorem R. Lapesa, II (1974), pp.601-612.
- “Literatura y Educación”, íbid., Madrid, Castalia (1974), pp.161-181.
- “Barojiana. El ‘Elogio sentimental del acordeón’”, Comentario de textos, 2, Madrid, Castalia (1974), pp.110-136.
- “Verdi ante el ‘Simón Boccanegra’ de García Gutiérrez”, Estudios románticos, 1, Valladolid (1975), pp.327-343.
- “Ismi critici e ragioni della letteratura”, Intervento (julio 1976), pp.87-102.
- “Introducción literaria”, Galicia [colección Tierras de España], Barcelona, Fundación Juan March y Noguer (1976), pp. 110-146 (reimpreso 1982).
- “Fernán Caballero y el Volksgeist”, Arbor (julio-agosto 1977), pp. 23-38.
- "Larra ante España". Discurso correspondiente a la solemne Apertura del Curso Académico 1977-78, Madrid, Univ. Complutense (1977), 55 pp.
- “Larra, voluntario realista. (Sobre un documento inédito y su circunstancia)”, Hispanic Review, 46 (1978), pp.407-420.
- “Larra, diputado por Avila”, Estudios sobre Literatura y Arte dedicados al profesor E. Orozco Díaz, Univ. Granada, III (1979), pp. 515-545.
- “Lamennais en la evolución ideológica de Larra”, Hispanic Review, 48 (1980), pp.287-306.
- “Vigencia de Unamuno”, Simposio Internacional de Lengua y Literatura Hispánicas, Bahía Blanca (1980), pp.95-105.
- “El americanismo de Alejo Carpentier”, Actas del I Simposio de Literatura Española, Salamanca (1981), pp.263-277.
- “Unamuno y el ensayo español”, Actas del Coloquio Hispanoalemán R. Menéndez Pidal, Tubinga (1982), pp. 229-245.
- “Quevedo en Larra”, Anales de la Universidad de Alicante, II (1982), pp.37-62.
- “La autointerpretación del Romanticismo español”, en Los orígenes del Romanticismo en Europa. Madrid Goerres (1982), pp.123-136. Reproducido por David Gies, “El Romanticismo” (Madrid, Taurus, 1989) pp. 252-68.
- “Raíz y función españolas del ensayo actual”, Homenaje a Julián Marías, Madrid, Espasa Calpe (1984), pp.735-50.
- “Introducción” a P. Sáinz Rodríguez, Estudios sobre Menéndez Pelayo. Madrid, Espasa Calpe (1984), pp. 9-28.
- “Cadalso y el ensayo”, Serta Philologica F.Lázaro Carreter. Madrid, Cátedra, II (1983) pp.549-556.
- “Cervantes y Uhlenhart ante la picaresca”, Homenaje a P. Sainz Rodríguez, Madrid, Fund. Universitaria Española, II (1986), pp. 667-673.
- “Breve comento a la poesía sacra de Lista”, Estudios Románicos, Univ. Granada (1985), pp. 535-541.
- “Larra, entre Pueblo y Corona”, en Larra, Espronceda y la novela histórica del Romanticismo, Madrid, Univ. Complutense (1986), pp.15-35.
- “Naturaleza, paisaje y Literatura”, Homenaje a Alfonso Candau, Univ. Valladolid (1988), pp. 325-331.
- “Apunte sobre Literatura y Política en la II República”, Philologica Hispaniensia in honorem Manuel Alvar, Madrid, Gredos, IV (1987), pp.459-471.
- “Marco histórico de la cuestión social en Literatura (1868-1900)”, Homenaje a Zamora Vicente, Madrid, Castalia, IV (1993), pp. 425-432.
- “El estilo literario de Marañón”, Marañón, actualidad anticipada, Homenaje ofrecido por la Universidad Complutense con motivo del primer centenario de su nacimiento, Madrid, Eudema (1988), pp.127-134.
- “El ensayo de Madariaga”, Revista de la Universidad Complutense, 1-4(1986), pp.90-96.
- “Laudatio de Andrés Segovia”, íbid., pp.47-51.
- “Homenaje a P. Sáinz Rodríguez”, Visión de España, Madrid, Fundación Cánovas del Castillo, (1987), pp.12-22.
- “Preámbulo ilustrado”, La Literatura española de la Ilustración, ob.cit., pp.7-21.
- “Ramón de la Cruz y el majismo”, Boletín de la Real Academia Española, LXVIII (1988), pp.497-517.
- “Ensayo e identidad nacional”, Cuenta y Razón, julio-agosto de 1989, pp.59-67.
- “Pero Mexía: límites de la Silva”, Sevilla en el Imperio de Carlos V, Univ. Sevilla (1991), pp.243-251.
- “Sobre el ensayo español de la transición”, Canticum Ibericum. G. R. Lind zum Gedenken, Frankfurt, Vervuert Verlag (1991), pp.331-341.
- “Larra y los modos de vivir”, Personas y lugares en la biografía de Madrid, Madrid, Forum Camara (1988) [1992], pp.85-97.
- “El romanticismo estético de Risco”, Actas do II Congreso de Estudos Galegos, Vigo, Galaxia (1991), pp.51-57.
- “Cunqueiro y la verosimilitud literaria”, Veintiuno, 13 (Primavera 1992), pp.25-36.
- “P.Mexía y los orígenes del ensayo”, Studi in memoria di Giovanni Allegra, Universitá de Macerata, (1992), pp.195-206.
- “Valle Inclán y Galicia”, Veintiuno, 20 (Invierno 1994), pp.63-73.
- “Notas sobre literatura y gastronomía románticas”, Spanien in der Romantik, Colonia-Weimar-Viena, Boehlau Verlag (1994), pp.37-48.
- “Medio século despois”, Posío (1945-46), edición facsímile, Santiago, Junta de Galicia (1995), pp.17-22.
- “Larra y los marginados”. Saggi in onore di Giovanni Allegra (Perugia, Universitá degli Studi, 1995), pp. 597-606.
- “Literatura e emigración galega: Xavier Bóveda e Álvaro de las Casas”. en J. L. Varela (ed.),A Literatura do exilio galego,  Santiago de Compostela, Fundación Alfredo Brañas, 1995, pp.109-128.
- “Sociedade e cultura xermanas en Risco”. Congreso Vicente Risco. (Santiago, Junta de Galicia, 1995), pp.255-269.
- “Maíces y camelias”. Dactylus, XVI (Primavera 1997), 11-15
- “El anacronismo deliberado de Bradomín”. En Valle-Inclán y el fin de siglo (Santiago: Universidad, 1997), pp.265-279.
- “Unamuno y la tradición española”. En Manuel Fraga, homenaje académico (Madrid, Fundación Cánovas del Castillo, 1997), vol.II, 1513-1529.
- “Vigencia del 98 en la literatura contemporánea (Un apunte sobre la permanencia de Unamuno)”. Perspectivas del 98, un siglo después (Valladolid: Junta de Castilla y León, 1997), pp.37-49.
- “La obra literaria de Alarcos García”. En Homenaje al Prof. Emilio Alarcos García en el centenario de su nacimiento (1885-1995). Valladolid, Univ. Valladolid, 1998. pp.19-32.
- “Superación española del positivismo: La obra literaria de Alarcos García”. Cuadernos para Investigación de la Literatura Hispánica, num. 23 (1998), pp.159-170.
- "El 98 y sus antagonistas" Dactylus (EE. UU.), 17:129, (1998).
- "Modernismo y '98, una antinomia innecesaria", en José H. Matluck y Carlos A. Solé (editores), Simposio internacional de la lengua española: Pasado, presente y futuro, Universidad de Tejas, Austin, 1999, p. 325.
- “Nota sobre Gerardo Diego y la música”. Estudios de Literatura española de los ss. XIX y XX. Homenaje a Juan María Díez Taboada. Madrid CSIC. 1999, pp. 776-783.
- “Maeztu ante las dos Américas”. En Actas del Congreso “La Argentina en el siglo XX”, Universidad Nacional del Sur (Bahía Blanca, Argentina, 1998, pp. 23-37)
- “Don Benito el Garbancero (Notas sobre literatura y gastronomía realistas)”. En Homenaje a José María Martínez Cachero. Univ. Oviedo, 2000, vol. III, pp. 683-97.
- “Juan Ramón Jiménez y la superación del verso” en Homenaje al Prof. Gonzalo Sobejano (Madrid, ed. Gredos, 2000), pp. 297-307.
- “E. Pardo Bazán: Epistolario a Giner de los Ríos”, en Boletín de la Real Academia de la Historia, CXCVIII (mayo-agosto 2001), 327-390.
- Íbid, septiembre-diciembre 2002, 439-506.
- “Apostilla española al Ariel”, en Veintiuno, 48 (Invierno 2000-2001), 55-61.
- “In memoriam. Adiós a Dodero”. Veintiuno, 50 (Verano 2001), 141-144.
- “El libro de los milanos”, en BOHEI-27 (mayo de 2002), 51-58.
- “El mar de Meendinho”, In memoriam Manuel Alvar, Archivo de Filología Aragonesa, LIX-LX (2002-2004), vol. II [2006], 2139-2155.
- “Sobre las semínimas cervantinas en el Quijote”. Actas del Congreso “El Siglo de Oro en el Nuevo Milenio”, t. II (Pamplona, Eunsa, 2005), 1707-1715.
- “Larra, Mariano José de” Diccionario Biográfico Español (Madrid. Real Academia de la Historia, 2012).
- “O Paraíso (Etopeya de Risco en un verano sin nubes)“. En Vicente Risco, O mestre sempre vivo. ( La Coruña, La Voz de Galicia, 2003), 219-226.
- “E. Pardo Bazán: profesión de fe literaria”, Festschrift für Christian Wentzlaff-Eggebert, Univ. Colonia-Univ. Sevilla- Univ. Cadiz. Sevilla, 2004, 657-667.
- “Los milanos para decir adiós”. BOEHI, 30 (Hom. Dr. D. Cvitanovic), Bahia Blanca, mayo 2004, 15-22.
- “Memoria de Álvaro Ruibal, viajero y cronista de la España profunda”, El Extramundi y los papeles de Iria Flavia, XLII (verano 2005), 91-98. Reeditado en Á. Ruibal Morell (ed.),"Álvaro Ruibal: Un retablo desde el alcor", Universidad Santiago de Compostela, 2021.
- “El estilo y los estilos del Quijote”, en Huellas de Don Quijote. La presencia cultural de Cervantes, ed. J. L. Hernández Mirón y M. Ángeles Varela Olea (Madrid, I. Humanidades Ángel Ayala, 2005), 102-115.
- “Bajtin y el polifonismo cervantino en el Quijote”. En Klaus Dieter-Ertler y A. Rodríguez Díaz (eds): El Quijote hoy. La riqueza de su recepción (Iberoamericana-Vervuert, 2007), 79-88.
- “Don Quijote y la libertad”, en Ibid. 89-104.
- “Introducción” a Parte Tercera, Arte y Literatura, en Dalmacio Negro Pavón y P. Sánchez Garrido (Editores): La identidad de Europa. Tradición clásica y Modernidad (Madrid, CEU Ediciones. 2008), 271-277.
- “1809-2009: bicentenario de Larra. Retratos de Dolores Armijo, su último y trágico amor”, en Ilustración de Madrid, revista trimestral de la cultura madrileña. Num.12 (Verano 2009), págs. 71-75
- “Larra, etopeya incompleta”. En Larra. Figaro de vuelta. (Madrid, SECC, 2009), 55-68
- “Larra y la libertad”. En Larra. Actas de conferencias (Madrid, SECC, 2009), 41-56.
- “Prólogo” a Álvaro Ruibal, Viveiro y A Mariña (Viveiro, Estebañón, 2010). Reeditado en Á. Ruibal Morell (ed.), "Álvaro Ruibal: Un retablo desde el alcor", Universidad Santiago de Compostela, 2021.
- "Zorrilla y el Romanticismo", Mi exclusivo nombre de poeta: José Zorrilla, 1817-1893, E. Pedreruelo Martín (coord.), Archivo Municipal de Valladolid, 2017, ISBN 978-84-16678-18-1, págs. 11-14.
- "Sobre doctrina y estilo del romanticismo español", Cuadernos para investigación de la literatura hispánica, ISSN 0210-0061, Nº 44, 2018, págs. 97-114.

## Distinciones
- Premio Nacional de Literatura "Miguel de Unamuno" (1970)
- Gran Cruz de la Orden del Mérito Civil (RD 5-I-1982)
- Doctorado honoris causa por la Universidad Nacional del Sur (Buenos Aires, 1997)
- Medalla de Plata de Galicia (2001) y Medalla de Bronce de Galicia (1991)